# Ambonezen

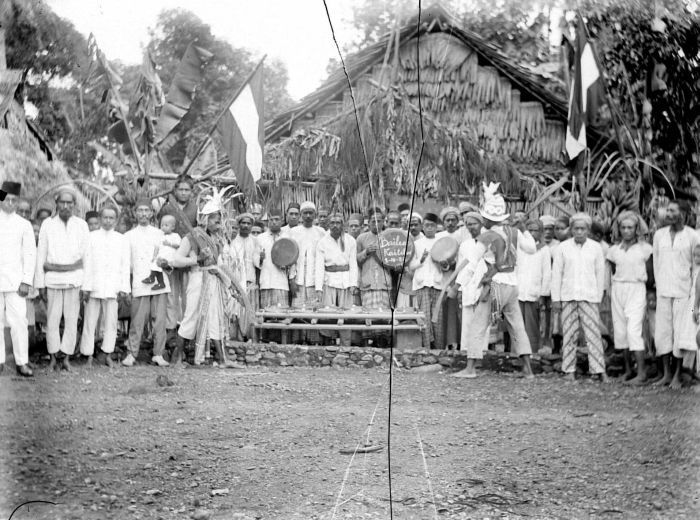
Een groep Ambonezen tijdens een lokaal feest

Ambonezen zijn de oorspronkelijke bewoners van het Molukse eiland Ambon dat vanaf 25 april 1950 de Republiek der Zuid-Molukken heette.
De Ambonezen spreken het Ambonees, een op het Maleis gebaseerde Creoolse taal, en enkele Zuid-Molukse talen en dialecten die plaatselijk bahasa tana (landtaal) wordt genoemd, zoals het Tulehu, Hitu, Seit-Kaitetu en het Larike-Wakasihu. De Ambonezen zijn hoofdzakelijk christelijk, maar er is ook een minderheid die moslim is. Een deel van de Ambonezen woont in de Molukse diaspora in Nederland.

## KNIL-militairen
De naam Ambonezen wordt ook gegeven aan alle militairen die bij het KNIL in dienst gingen op het eiland Ambon (tot aan de Tweede Wereldoorlog). Pas later werden de leden van deze groep in Nederland Molukkers genoemd daar zij namelijk niet allemaal van het eiland Ambon afkomstig waren en het voor de Nederlandse regering gemakkelijker was om zich zo niet te hoeven houden aan eerdere afspraken die gemaakt waren bij aankomst in Nederland. Dit waren afspraken zoals de Wet Ambonezenzorg waarin de Nederlandse regering had beloofd om voor deze groep te zorgen wat betreft levensonderhoud en terugkeer naar de Molukken.